# María García
María García, född den 26 mars 1978 i Avilés, Spanien, är en spansk kanotist.
Hon tog bland annat VM-silver i K-4 200 meter i samband med sprintvärldsmästerskapen i kanotsport 2001 i Poznań.